# Maurice de Laizer
Jean Louis Maurice de Laizer, né en 29 septembre 1781 à Chidrac et mort le 5 août 1855, est un militaire français, géologue, minéralogiste et botaniste.

## Biographie
Né le 29 septembre 1781 à Chidrac, Maurice de Laizer est en 1801 aide de camp du général Bennigsen, futur commandant en chef des armées russes, pendant la campagne de Pologne 1806-1807. À partir de 1810, au cabinet secret du général Barclay de Tolly, ministre de la guerre, il participe à la réorganisation du renseignement militaire russe. En 1812, le tsar Alexandre le place auprès du Prince Bagration.
En 1822 il fonde et préside la Société académique de géologie, minéralogie et botanique d'Auvergne, la première en France dédiée spécifiquement à ces disciplines. Un de ses objectifs est de créer un musée public rassemblant des collections de géologie, minéralogie et flore d'Auvergne. Il est en même temps président de la Commission pour la recherche des antiquités et la conservation des monuments historiques du département qui s'attache à former dans un local attenant à la bibliothèque et au jardin botanique de Clermont-Ferrand un musée d'antiquités celtiques et romaines.
Il meurt le 5 août 1855.